# Universele erfenis
De universele erfenis, universele nalatenschap of het universeel erven is een voorgestelde vorm van herverdeling waarbij alle burgers, bij het bereiken van een bepaalde leeftijd, een door door progressieve belastingen gefinancierde toelage van de staat ontvangen.

## Achtergrond
Voorstanders stellen dat erfenissen een van de juridische en economische elementen vormen die het meest bijdragen aan het in stand houden van economische ongelijkheid en dat dit problematisch is. Vanuit bepaalde heterodoxe economische stromingen, zoals het marxisme, is er daarom kritiek geuit op erfenissen, vanuit historisch oogpunt, omdat eigendom en ongelijkheid in distributie volgens hen niet begrepen kunnen worden zonder de oorspronkelijke accumulatie van kapitaal in overweging te nemen. En vanuit ethisch oogpunt, omdat volgens hen geen enkel mens het recht zou hebben op een groter bezit van de aardse rijkdom simpelweg omdat hij of zij geboren is in een bepaalde familie. Zij stellen daarom een speciale uitkering, genaamd de universele erfenis, voor die, gefinancierd door progressieve belastingen, de ongelijkheid in de verdeling van rijkdom moet compenseren.
Het eerste voorstel voor universeel erven werd gedaan door Thomas Paine in 1795, hoewel sindsdien vergelijkbare maatregelen zijn voorgesteld in verschillende landen en historische perioden.

## Kritiek
Een van de kritieken op dit voorstel is dat het wordt voorgesteld als een erfenis voor alle burgers, zonder rekening te houden met hun economische niveau. Bovendien zou het kunnen leiden tot een vermindering van de inspanningen van jongeren om zichzelf te ontwikkelen en bij te dragen met hun werk aan het welzijn van de hele samenleving.